# Acrossus depressus
Acrossus depressus är en skalbaggsart som beskrevs av Johann Gottlieb Kugelann 1792. Acrossus depressus ingår i släktet Acrossus och familjen Aphodiidae. Inga underarter finns listade i Catalogue of Life.